# Lágrimas negras
Lágrimas negras é uma telenovela mexicana produzida pela Televisa e exibida pelo El Canal de las Estrellas entre 2 de fevereiro e 15 de junho de 1979..
Foi uma mini telenovela semanal exibida nas sextas feiras às 17:30.

## Elenco
- Irma Lozano
- Gastón Tuset - Marqués de Alvear
- Nubia Martí - Eugênia
- Salvador Pineda